# Maddalena Planatscher
Maddalena Planatscher (o Magdalena; Bressanone, 6 settembre 1979) è un'ex sciatrice alpina italiana.

## Biografia
Maddalena Planatscher disputò la sua prima competizione nel Circo bianco il 10 gennaio 1995, giungendo 52ª in uno slalom gigante disputato a Santa Caterina Valfurva e valido ai fini FIS; tre anni dopo, il 7 febbraio 1998 a Nova Levante/Castelrotto in supergigante (51ª), debuttò in Coppa Europa, circuito nel quale conquistò la prima vittoria, nonché primo podio, nello slalom gigante del 12 febbraio 1999 a Sankt Moritz. In Coppa del Mondo esordì il 31 ottobre 1999, piazzandosi 26ª nello slalom gigante di Tignes, e il 4 dicembre seguente, classificandosi al 7º posto nella stessa specialità a Serre Chevalier, ottenne il miglior risultato di carriera.
Partecipò ai Mondiali di Sankt Anton am Arlberg 2001, sua unica presenza iridata, non completando la prova di slalom gigante; prese per l'ultima volta il via in Coppa del Mondo l'8 gennaio 2005 a Santa Caterina Valfurva nella medesima specialità (24ª) e il 17 gennaio successivo conquistò l'ultima vittoria, nonché ultimo podio, in Coppa Europa, a Courchevel sempre in slalom gigante. Abbandonò l'attività agonistica al termine della stagione 2005-2006 e la sua ultima gara fu uno slalom gigante FIS disputato l'8 aprile a Pampeago, chiuso dalla Planatscher al 18º posto.

## Palmarès

### Coppa del Mondo
- Miglior piazzamento in classifica generale: 76ª nel 2002

### Coppa Europa
- Miglior piazzamento in classifica generale: 10ª nel 2001
- 8 podi:
  - 4 vittorie
  - 2 secondi posti
  - 2 terzi posti

#### Coppa Europa - vittorie
| Data             | Località     | Paese    | Specialità |
| ---------------- | ------------ | -------- | ---------- |
| 12 febbraio 1999 | Sankt Moritz | Svizzera | GS         |
| 4 marzo 1999     | Gällivare    | Svezia   | GS         |
| 12 marzo 2001    | Piancavallo  | Italia   | GS         |
| 17 gennaio 2005  | Courchevel   | Francia  | GS         |

Legenda:

GS = slalom gigante

### Campionati italiani
- 3 medaglie[1]:
  - 1 oro (slalom gigante nel 2001)
  - 1 argento (slalom speciale nel 2001)
  - 1 bronzo (slalom gigante nel 1999)